# Polistes gallicus
La avispa francesa (Polistes gallicus) es una especie de avispa de papel bastante común en Europa.

## Biología
Se alimenta de néctar y frutos maduros y de insectos. Vive en pequeñas colonias haciendo nidos en edificios con un material similar al papel hecho de fibras vegetales masticadas y mezcladas con saliva.

## Distribución
P. gallicus es una especie muy común en Europa. Ocurre en el suroeste de Europa, Italia, el sur de Suiza, el noroeste de África, Croacia y Corfú.

## Taxonomía
Esta especie es un miembro del subgénero Polistes (Polistes). Se parece un poco a Polistes dominula o la avispa papelera europea, con la que se le suele confundir. Muchas referencias anteriores a 1985 de Polistes gallicus se refieren en realidad a esta otra especie. Un antiguo sinónimo, P. foederatus, fue removido de la sinonimia con P. gallicus en 2017 y es otra especie válida.